# Мваро
Мваро (рунди Mwaro) — город в центральной части Бурунди, административный центр одноимённой провинции.

## Географическое положение
Город находится в восточной части провинции, к западу от реки Вага, на высоте 1976 метров над уровнем моря, на расстоянии приблизительно 37 километров к востоку-юго-востоку (ESE) от Бужумбуры, крупнейшего города страны.

## Население
По данным переписи 1991 года численность населения Мваро составляла 2403 человек.

## Транспорт
Ближайший аэропорт расположен в городе Гитега.